# Mandoki Soulmates
I Mandoki Soulmates sono un gruppo musicale rock progressivo statunitense, che ha compreso nella sua storia numerosi musicisti molto conosciuti in tale ambito.

## Storia
Attraverso il lavoro in studio e la conseguente produzione, Leslie Mandoki realizzò il suo progetto: mettere insieme una big band con grandi musicisti. La sua passione per il rock progressivo degli anni 1970 ha portato alla creazione del progetto Soulmates, composto inizialmente da icone del genere quali gli ex Marillion Brian Jelliman, Diz Minnitt e Mick Pointer, oltre a Ian Anderson (Jethro Tull), Jack Bruce (Cream), Chris Thompson (Manfred Mann's Earth Band).
Negli anni successivi fecero parte della band altri nomi di notevole spessore quali Nik Kershaw, Anthony Jackson, (Steely Dan), Victor Bailey (Steps Ahead, Lady Gaga) e Steve Lukather (Toto).
Tutti gli album pubblicati sinora hanno avuto differenti line-up, e svariati ritorni di ex membri del gruppo.

## Formazione

### Attuale
- Leslie Mandoki - voce, batteria, percussioni (1997-presente)
- Lazlo Benker  - tastiera (2014-presente)
- Steve Khan  - chitarra (2018-presente)
- Richard Bona  - basso (2021-presente)
- Midge Ure  - chitarra (2020-presente)

### Ex componenti (parziale)
- Ian Anderson - flauto (1997-2004)
- Jack Bruce - violino (1997-2000)
- Brian Jelliman - tastiera, chitarra, flauto (1998-2003)
- Diz Minnitt - basso (1998-2003)
- Mick Pointer - batteria, tastiera, chitarra (2001-2005)
- Chris Thompson - voce (2001-2002)
- Peter Maffay - chitarra (1997-2004)
- Steve Lukather - chitarra (2004-2007)
- Nik Kershaw - chitarra (2007-2011)
- Al Di Meola - chitarra (2011-2012)
- Mike Stern - chitarra (2012-2013)
- John Helliwell - sassofono (2010-2018)
- Victor Bailey - basso (2003-2013)
- Anthony Jackson - basso (2013-2015)
- Pino Palladino - basso (2019-2021)
- Greg Lake - chitarra (2000-2007)
- Mick Hucknall - voce (2003-2004)
- Lou Gramm - voce (2004-2009)
- Jimi Jamison - voce (2009-2011)
- Robin Gibb - voce (2011-2012)
- Paul Carrack - voce (2012-2018)
- Peter Frampton - chitarra (2007-2013)
- David Garrett - violino (2018-2021)
- Jon Lord - tastiera (2009-2012)
- Manfred Mann - tastiera (2012-2017)
- Chester Thompson - batteria (2016-2021)

## Discografia

### Album in studio
- 1993 - Mother Europe
- 1995 - Let the Music Show You the Way
- 1997 - People in Room Number 8
- 2002 - Soulmates
- 2003 - Soulmates Classics
- 2006 - Legends of Rock
- 2007 - Soulmate Jazzcutz
- 2008 - Aquarelle
- 2013 - BudaBest
- 2015 - Talalkozazof
- 2019 - Living in the Gap
- 2021 - Utopia for Realists
- 2022 - Magyar Képek
- 2023 - Memory of My Future

### Live
- 2006 - Absolutely Live
- 2010 - Thank You